# 마리아 이네스 게라
마리아 이네스 게라(María Inés Guerra, 1983년 7월 1일 ~ )는 멕시코의 가수, 사회자이다.